# Flight 616 (prima edizione)
La prima edizione di Flight 616  è andata in onda dal 12 maggio 2016 per sei puntate in prima serata su Italia 1 con la conduzione di Paola Barale.

## Concorrenti
| Concorrente           | Età     | Professione                 | Provenienza |
| --------------------- | ------- | --------------------------- | ----------- |
| Alessandra Gallocchio | 25 anni | blogger                     | Modena      |
| Andressa Senna        | 27 anni | modella                     | Mato Grosso |
| Celeste Rigo          | 24 anni | studentessa di fisioterapia | Bologna     |
| Ginevra Leggeri       | 24 anni | modella                     | Bangkok     |
| Marika Gambuzza       | 27 anni | disc jockey                 | Catania     |
| Moira Orfei Junior    | 22 anni | circense                    | Venezia     |
| Sveva Magistrelli     | 23 anni | operatrice di call center   | Bergamo     |
| Tanya Romano          | 23 anni | modella                     | Napoli      |
| Andrea Terzaghi       | 23 anni | studente                    | Sondrio     |
| Davide Farina         | 22 anni | disoccupato                 | Roma        |
| Federico Rossi        | 28 anni | videomaker e youtuber       | Forlì       |
| Julian Lasarte        | 20 anni | commesso                    | Varese      |
| Juri Bavaresco        | 29 anni | modello                     | Monza       |
| Juri Di Mauro         | 24 anni | cuoco                       | Napoli      |
| Mario Ferri (Falco)   | 28 anni | ristoratore                 | Pescara     |
| Paolo Cupido          | 29 anni | fattorino                   | Bologna     |
| Francesco Dell'Ermo   | 29 anni | giovane imprenditore        | Napoli      |
| Emiliana Carli        | 24 anni | modella                     | Comacchio   |

## Classifica
| Posizione | Concorrenti         |
| --------- | ------------------- |
| 1         | Celeste e Juri      |
| 2         | Ginevra e Federico  |
| 3         | Andressa e Davide   |
| 4         | Tanya e Julian      |
| 5         | Andrea e Alessandra |
| 6         | Paolo e Sveva       |
| 7         | Moira e Francesco   |
| 8         | Marika e Juri D.    |

## Coppia Winner
I vincitori della prima prova sono automaticamente ammessi alla puntata successiva ed ottengono un bonus.
- Coppia Winner

| Puntata | Tappa     | Coppia winner       |
| ------- | --------- | ------------------- |
| 1       | Bangkok   | Julian e Ginevra    |
| 2       | Sydney    | Davide e Andressa   |
| 3       | Auckland  | Andrea e Alessandra |
| 4       | Hong Kong | Julian e Ginevra    |
| 5       | Madrid    | Federico e Ginevra  |

## Loser Camp
In ogni puntata la coppia arrivata in ultima posizione alloggia nel loser camp, nel quale, i due concorrenti, saranno protagonisti di lavori forzati. Inoltre sono ufficialmente candidati all'eliminazione, affrontando così la prova eliminatoria.
| Puntata | Luogo                                         | Coppia loser                     |
| ------- | --------------------------------------------- | -------------------------------- |
| 1       | Lavorare nel mercato di Bangkok               | Falco e Moira                    |
| 2       | Lavorare e pulire il parco naturale di Sydney | Andrea e Sveva                   |
| 3       | Lavorare in una fattoria                      | Paolo e Sveva                    |
| 4       | Lavorare in un ristorante                     | Andressa e Davide                |
| 5       | Lavorare in una clinica veterinaria           | Andressa e Davide Julian e Tanya |

## Tappe
| Puntata | Paese         | Città     |
| ------- | ------------- | --------- |
| 1       | Thailandia    | Bangkok   |
| 2       | Australia     | Sydney    |
| 3       | Nuova Zelanda | Auckland  |
| 4       | Hong Kong     | Hong Kong |
| 5       | Spagna        | Madrid    |
| 6       | Marocco       | Marrakech |

## Tabella delle eliminazioni
| Coppie     | 1                      | 2                      | 3                      | 4                      | 5                      | 6         |  |
| ---------- | ---------------------- | ---------------------- | ---------------------- | ---------------------- | ---------------------- | --------- |  |
| Juri B.    | Salvo                  | Salvo                  | Salvo                  | Salvi                  | Salvi                  | Vincitori |  |
| Celeste    | Salva                  | Salva                  | Salva                  | Salvi                  | Salvi                  | Vincitori |  |
| Ginevra    | Coppia Winner          | Salva                  | Salva                  | Coppia Winner          | Coppia Winner          | 2º posto  |  |
| Federico   | Salvo                  | Salvo                  | Salvo                  | Salvo                  | Coppia Winner          | 2º posto  |  |
| Andressa   | Salva                  | Coppia Winner          | Salva                  | Salva                  | Salva                  | 3º posto  |  |
| Davide     | Salvo                  | Coppia Winner          | Salvo                  | Salvo                  | Salvo                  | 3º posto  |  |
| Julian     | Coppia Winner          | Salvo                  | Salvo                  | Coppia Winner          | Eliminati (5ª puntata) |           |  |
| Tanya      | Salva                  | Salva                  | Salva                  | Salva                  | Eliminati (5ª puntata) |           |  |
| Emiliana   | Non in gara            | Non in gara            | Non in gara            | Eliminata (4ª puntata) |                        |           |  |
| Andrea     | Salvo                  | Salvo                  | Coppia Winner          | Eliminati (4ª puntata) |                        |           |  |
| Alessandra | Salva                  | Salva                  | Coppia Winner          | Eliminati (4ª puntata) |                        |           |  |
| Paolo      | Salvo                  | Salvo                  | Eliminati (3ª puntata) |                        |                        |           |  |
| Sveva      | Salva                  | Salva                  | Eliminati (3ª puntata) |                        |                        |           |  |
| Moira      | Salva                  | Eliminati (2ª puntata) |                        |                        |                        |           |  |
| Francesco  | Non in gara            | Eliminati (2ª puntata) |                        |                        |                        |           |  |
| Falco      | Salvo                  | Ritirato (2ª puntata)  |                        |                        |                        |           |  |
| Marika     | Eliminati (1ª puntata) |                        |                        |                        |                        |           |  |
| Juri D.    | Eliminati (1ª puntata) |                        |                        |                        |                        |           |  |

     La coppia vince il programma.
      La coppia vince la prova.
      La coppia ha vinto la prova e passa di diritto alla tappa successiva.
      La coppia vince la prova eliminatoria e si salva.
      La coppia perde la prova eliminatoria e viene eliminata.

## Puntate

### 1ª tappa (Bangkok)
La prima puntata è andata in onda in prima visione il 12 maggio 2016 nella fascia di prime time su Italia 1.

#### Prove
- Prova iniziale: In questa prima prova, tutti i concorrenti maschi dovevano a coppie affrontare un percorso ad ostacoli, partendo prima su una barca e remare lungo il fiume per 10 km fino all'arrivo alla bandiera di "Flight 616", poi, arrivati al punto le coppie si sono dovute separare e ognuno dei giocatori doveva dapprima arrivare al tempio per fare un'offerta al Buddha, successivamente, doveva recarsi nelle bancarelle contrassegnate dal logo della trasmissione e comprare dei fiori da regalare ad una delle ragazze. Infine, ogni concorrente doveva recarsi nella piazza traguardo della prova e scegliere la ragazza con cui formare la coppia. Il primo concorrente che è arrivato al traguardo, si è guadagnata l'accesso alla puntata successiva ed un bonus consistito in un alloggio in una spa.

Durante la prova, ogni concorrente ha raccolto nel percorso delle curiosità ed informazioni su alcune delle ragazze, per facilitarne la scelta.
Le coppie che si sono formate erano così composte:
- Julian e Ginevra;
- Federico e Celeste;
- Andrea ed Andressa;
- Paolo e Alessandra;
- Falco e Moira;
- Juri D. e Marika;
- Juri B. e Tanya;
- Davide e Sveva.

Terminata la prova, ogni coppia dovevano risolvere un indovinello in thailandese grazie all'aiuto dei passanti e raggiungere in tuk tuk, la Guest House di Flight 616, dove la prima coppia arrivata poteva scegliersi la stanza dove passare la notte, mentre gli altri dovevano accontentarsi della sistemazione ottenuta.
- Seconda prova: Le altre coppie rimaste in gara, nel mercato locale di Bangkok dovevano aiutare i venditori pulendo delle rane, fare una salsa con le interiora e cambiare l'acqua ai pesci e mangiare spiedini di scorpioni, scarafaggi e altri insetti fritti. Ad ogni prova, la coppia riceveva un "flight coin" e ne doveva conquistare almeno cinque per poter vincere la gara. La prima coppia, che ha ottenuto per prima cinque flight coins si è guadagnata i biglietti per la destinazione successiva e l'immunità, mentre, la coppia arrivata in ultima posizione ha dovuto alloggiare presso il Loser Camp e partecipare alla prova eliminatoria.

#### Prova eliminatoria
La coppia loser e la coppia che non è stata salvata dalle 2 coppie winner, dovevano affrontare una prova eliminatoria ambientata nel Tempio Lopburi di Bangkok e nel più breve tempo possibile dovevano costruire una piramide di frutta tutelandola dagli attacchi delle scimmie, raccogliendo inizialmente della frutta e poi superare un percorso ad ostacoli.
La coppia che ha vinto la prova si è salvata e si è qualificata per la tappa successiva, mentre, quella perdente ha dovuto lasciare la trasmissione.

### 2ª tappa (Sydney)
La seconda puntata è andata in onda in prima visione il 19 maggio 2016 nella fascia di prime time su Italia 1.

#### Prove
- Prova iniziale: Le coppie riunite in un'isola di Sydney, dovevano inizialmente memorizzare una mappa in 20 secondi per completare un percorso, poi, il compagno legato da una catena doveva recuperare la chiave e liberarsi da queste ultime. Una volta liberata la coppia, questa doveva trovare delle pagaie poste su un albero e correre fino a trovare un kayak. Una volta partiti in kayak, la prima coppia che ha completato il giro dell'isola ha vinto i biglietti per la destinazione successiva guadagnandosi anche come bonus la visita della città. Le altre coppie invece, dovevano salire a bordo di una moto per raggiungere la Guest House di Flight 616.

A partire da questa puntata, la coppia winner a cui sono stati dati i biglietti per la destinazione successiva, se sul biglietto trova scritto Priority Donna, la compagna può decidere se cambiare partner o mantenere il compagno di viaggio, viceversa, se sul biglietto si trova la scritta Priority Uomo sarà il compagno a decidere se cambiare partner oppure confermarlo.
- Seconda prova: Nello zoo di Sydney, le quattro coppie divise in due squadre dovevano affrontare due prove. Nella prima, le squadre dovevano catturare dei canguri, dove vinceva la squadra che ha raccolto il canguro più grosso, prendendo a misura le zampe e la coda. La squadra che ha vinto, poi, si è dovuta, affrontare in uno spareggio nel quale dovevano mettere più fiocchi del colore di appartenenza sulla coda degli emu. La coppia che ha attaccato più fiocchi, si è aggiudicata la qualificazione alla tappa successiva e i biglietti per la prossima destinazione. Infine, tutte le coppie che hanno partecipato a questa prova, dovevano decidere chi era la coppia loser che doveva rimanere nel Loser Camp allestito nello zoo.

#### Prova eliminatoria
La coppia non salvata e la coppia loser, hanno dovuto affrontare una prova ambientata sulla spiaggia di Sydney, in cui, il concorrente maschio dopo aver assistito ad una dimostrazione di salvataggio in mare, doveva salire su una tavola da surf, nuotare fino ad arrivare ad una boa per caricare il bagnante da salvare e ritornare sulla riva. Successivamente, una volta riportato il bagnante sulla riva, le coppie dovevano spingerlo su una sedia a rotelle fino al traguardo, dove la coppia che per prima ha tagliato il traguardo si è salvata.

### 3ª tappa (Auckland)
La terza puntata è andata in onda in prima visione il 26 maggio 2016 nella fascia di prime time su Italia 1.

#### Prove
- Prova iniziale: A Rotorua, le sei coppie rimaste in gara, divise in due squadre da tre coppie, dovevano affrontare un percorso, dove inizialmente una coppia doveva spingere una rolling ball fino alla cima di una collina, poi, la componente femminile della coppia doveva raccogliere in un cestino pieno di 36 uova, 12 uova e poi scivolare a valle dentro la rolling ball portandole senza farle rompere. All'arrivo a valle, se la squadra nel trasporto ha rotto delle uova, doveva scontare una penalità di 30 secondi per ogni uovo rotto prima di ripartire. Al termine dell'eventuale penalità, le altre due coppie dovevano ripartire facendo lo stesso percorso fino all'arrivo. Al termine della prova, la squadra che ha completato per primo tutto il percorso, si aggiudicava la vittoria e doveva stabilire la coppia winner che si aggiudicava i biglietti per la destinazione successiva.

La coppia winner come bonus oltre all'immunità e alla qualificazione alla tappa successiva, ha potuto visitare un centro termale naturale.
Terminata questa prova, tutte le coppie dovevano salire a bordo di una bicicletta e raggiungere la fattoria di Karen, dove all'interno di una torta Pavlova al kiwi, le coppie dovevano recuperare la chiave di una delle abitazioni della Guesthouse di Flight 616 per ottenere l'indizio per raggiungere quest'ultima.
- Seconda prova: All'interno di una fattoria, in questa prova, hanno partecipato solo le componenti femminili di tutte le coppie, le quali dovevano raccogliere nove sagome di pappagalli (Rio) utilizzando degli occhiali alterati nascoste tra la paglia, tra un cumulo di letame e tra un mucchio di lana. Una volta completata la prima parte del percorso, ogni ragazza doveva recuperare due pecore contrassegnate dal colore della sua squadra, dove la prima che ha completato tutta la prova si è guadagnata la qualificazione alla tappa successiva con la possibilità di cambiare partner, mentre la ragazza arrivata in ultima posizione doveva alloggiare presso il Loser Camp allestito nella fattoria.

#### Prova eliminatoria
La Coppia Loser e la coppia che non è stata salvata dalle due Coppie Winner, hanno dovuto affrontare una prova eliminatoria ambientata lungo il litorale di Auckland. Inizialmente, le componenti femminili dovevano recuperare a bordo di una vela del Team New Zealand, dei pezzi di una bandiera simbolo della Nuova Zelanda, poi, dovevano nuotare fino ad una boa dove il compagno doveva caricarle su un kayak e remare fino alla riva. Arrivati sulla riva, le coppie dovevano comporre il puzzle della bandiera ed attaccarla ad un'asta dove la coppia che per prima ha ammainato la bandiera si è salvata.

### 4ª tappa (Hong Kong)
La quarta puntata è andata in onda in prima visione il 2 giugno 2016 nella fascia di prime time su Italia 1.

#### Prove
- Prova iniziale: Prima dell'inizio di questa prova, la nuova arrivata Emiliana in qualità di tentatrice, ha dovuto scegliere dapprima con quale coppia schierarsi per formare un trio, e poi, al termine della tappa il componente maschile della coppia doveva scegliere se prenderla come compagna di viaggio oppure confermare il partner. In questa prova, hanno partecipato solo le componenti femminili della coppia ed esse dovevano recitare uno spot pubblicitario in perfetto cantonese di un liquore a base di serpente portato dalla componente maschile in veste di cameriere. Ad ogni performance, una giuria composta di tre persone valutava la pronuncia del cantonese, la presenza scenica e la recitazione decidendo la coppia vincitrice della prova. La coppia che ha vinto la prova, si è qualificata per la tappa successiva.

Al termine di questa prova, le componenti femminili della coppia dovevano raggiungere la Guest House attraverso un indirizzo scritto in cantonese, mentre i ragazzi dovevano girare per le vie di Hong Kong e comprare dei regali alle loro partner.
- Seconda prova: In questa prova, le quattro coppie rimaste in gara dovevano affrontare un percorso, in cui dapprima la componente femminile della coppia doveva raccogliere in mezzo ad un parco 20 vestiti sparpagliati contrassegnati dal proprio colore di appartenenza e metterli in due ceste attaccate da un'asta di legno trasportandoli fino alla diga. Arrivate alla diga, le ragazze dovevano baciare con un bacio lascivo il proprio compagno, e poi i ragazzi dovevano scalare una diga con l'arrampicata. Arrivati in cima i ragazzi, dovevano aprire una valigia, far calare la corda con un cestino e prendere i panni raccolti dalla componente femminile. Infine, una volta raccolti tutti i vestiti, i ragazzi dovevano fischiare attraverso un fischietto dove il primo che ha completato tutto il percorso ha vinto la prova assicurandosi la qualificazione alla tappa successiva e come bonus un giro in barca nella città di Hong Kong. Invece, la coppia arrivata in ultima posizione ha dovuto affrontare il Loser Camp allestito presso un ristorante in cui venivano cucinati dei serpenti.

#### Prova eliminatoria
La Coppia Loser e la coppia che non è stata salvata nell'overbooking, hanno dovuto affrontare una prova ambientata nella Zona Industriale della città, dove inizialmente le componenti femminili venivano rapite da dei sicari della mafia cinese e poi legate e rinchiuse in un loculo dentro un capannone abbandonato. La componente maschile, doveva entrare dentro il capannone vestiti come Bruce Lee e liberare le proprie compagne uscendo nel minor tempo possibile dal percorso. La coppia che ha completato per prima la prova si è salvata, mentre l'altra è stata eliminata.

### 5ª tappa (Madrid)
La quinta puntata è andata in onda in prima visione il 9 giugno 2016 nella fascia di prime time su Italia 1.

#### Prove
- Prima prova: All'interno della Plaza de Toros di Aranjuez, tutte le componenti maschili della coppia dovevano raccogliere in 15 minuti dei maiali da prendere nell'arena e metterli nel proprio recinto. I maiali erano in tutto 101, ed ognuno di quelli aveva un determinato punteggio più una scrofa di tre quintali che valeva 50 punti. Alla fine della prova, la componente che ha raccolto più maiali e che ha totalizzato più punti si qualificava direttamente alla finale con la possibilità di cambiare o mantenere il partner per l'ultima volta. Tutte le altre coppie, prima di proseguire dovevano raccogliere un Flight Coin sparso per l'arena e una volta trovato, dovevano salire a bordo di una macchina per raggiungere una piazza di Madrid e risolvere un cruciverba in spagnolo prima di ricevere l'indizio per arrivare alla Guest House. Una volta risolto il cruciverba, le coppie ricevevano una mappa muta per raggiungere il KM 0 con l'indicazione della Guest House dove la coppia che è arrivata in ultima posizione è dovuta andare al Loser Camp e lavorarci per due giorni.
- Seconda prova: Le due coppie rimaste in gara, dovevano affrontare una prova ambientata in Plaza Mayor, dove la componente maschile dall'attico di un palazzo della piazza grazie all'ausilio di un walkie-talkie, di un tablet e di un binocolo, doveva aiutare la componente femminile della coppia a trovare sette persone che avevano le caratteristiche descritte dal compagno e formare con delle magliette una parola che "in spagnolo è più lunga". La coppia che nel minor tempo possibile ha trovato tutte e sette le persone e ha trovato la parola che era CORAZÓN si è qualificata alla tappa successiva, mentre l'altra ha dovuto raggiungere il Loser Camp.
- Terza prova: All'interno del Mercado de San Miguel, le coppie dovevano trovare 16 ingredienti nel minor tempo possibile con cui è stata preparata una sangria. Ad ogni errore, la coppia doveva bere un bicchiere di sangria prima di proseguire e quella che per prima ha raccolto tutti gli ingredienti ha vinto la prova e un premio per la coppia.

#### Prova eliminatoria
La prova eliminatoria tra le due Coppie Loser è stata ambientata nel parco dei castelli di Almendra, più precisamente al Castillo de Consuegra nella regione della Castiglia-La Mancha. Inizialmente, la componente femminile delle due Coppie Loser doveva salire sulle pale dei mulini per raccogliere un sacco di grano e con il traino di un asino proseguire e ripetere le operazioni per quattro volte questa volta con l'ausilio del partner fino a raccogliere tutti e quattro i sacchi di grano. Una volta raccolti, tutti i sacchi la componente femminile della coppia doveva salire su un silos e portare un sacco di grano alla volta. La coppia che per prima ha consegnato tutti i sacchi di grano e ha ricevuto un Flight Coin si è qualificata per la finale mentre l'altra è stata eliminata.

### 6ª tappa (Marrakesh)
La sesta puntata è andata in onda in prima visione il 16 giugno 2016 nella fascia di prime time su Italia 1.

#### Prove
- Prima prova: Le tre coppie finaliste, inizialmente, nel Parco di Terres d'Amanar dovevano giocare ad una partita di polo dove i maschi a bordo di un asino trainato dalla componente femminile di coppia doveva segnare due gol con l'aiuto di una scopa di saggina, per proseguire la gara. L'ultima coppia che ha segnato due gol ha dovuto subire una penalità di cinque minuti prima di ripartire.
- Seconda prova: Al termine della partita di polo, tutte le coppie dovevano attraversare un ponte sospeso trasportando 10 arance dove ad ogni arancia che è caduta, la coppia doveva scontare un minuto di penalità.
- Terza prova: Attraversato il ponte, le coppie dovevano attraversare il lato opposto del parco con una zipline trainata da una carrucola dove se un membro della coppia rimaneva sospeso nel vuoto doveva subire 15 minuti di penalità prima di ripartire.

Al termine di queste tre prove, dopo aver scontato eventuali penalità, le coppie dovevano recarsi con i taxi al suq di Marrakesh e trovare una boutique contrassegnata dalla vela di Flight 616, dove dopo aver imparato una frase in arabo, ricevevano una scatola magica da aprire e al cui interno era contenuta l'indicazione del traguardo di tappa che era la terrazza di un bar nella centralissima Piazza Jamaa el Fna, dove la coppia che è arrivata in ultima posizione è stata eliminata definitivamente dal gioco.

#### Prova finale
La prova finale tra le due coppie finaliste, è stata ambientata nell'Oasi di Merzouga, dove tra le dune del deserto del Sahara le stesse coppie hanno dovuto affrontare un percorso a tappe. Inizialmente, grazie all'indizio fornito dal tatuaggio all'henné fatto dalla componente femminile, tutti i concorrenti dovevano raggiungere con delle dune buggy la grande duna e proseguire a piedi fino al traguardo. Arrivate ad un punto di ristoro, tutte le coppie dopo aver bevuto del latte di dromedario grazie all'ausilio di una bussola dovevano attraversare il deserto fino all'arrivo contrassegnato dalla vela di Flight 616 dove la coppia che è arrivata prima di tutti ha vinto la prima edizione di Flight 616.

## Ascolti
| Ep.   | Prima TV       | Luogo     | Telespettatori | Share |
| ----- | -------------- | --------- | -------------- | ----- |
| 1     | 12 maggio 2016 | Bangkok   | 1.045.000      | 4,33% |
| 2     | 19 maggio 2016 | Sydney    | 1.039.000      | 4,49% |
| 3     | 26 maggio 2016 | Auckland  | 1.098.000      | 4,86% |
| 4     | 2 giugno 2016  | Hong Kong | 908.000        | 4,21% |
| 5     | 9 giugno 2016  | Madrid    | 839.000        | 3,71% |
| 6     | 16 giugno 2016 | Marrakesh | 910.000        | 3,93% |
| Media | Media          | Media     | 974.000        | 4,26% |